# Starzinger
Starzinger (japanska: SF西遊記スタージンガー?, SF Färden till Västern Sutaajingaa) är en japansk animerad TV-serie, skapad av Leiji Matsumoto. Serien omfattar 73 avsnitt, av vilka 24 översattes och dubbades till svenska. De svenska rösterna lästes in av bland andra Tomas Bolme, Bert-Åke Varg och Elisabeth Bolme på Videobolaget.
Starzinger är en modern tolkning av Färden till Västern, som är Wu Cheng'ens berättelser om Xuanzangs pilgrimsfärd till Indiska subkontinenten.

## Översättningar
Serien har lanserats under många olika namn världen över. Det japanska originalnamnet Starzinger har också använts som seriens namn i Frankrike, Italien och Sverige. I USA kallades serien för Spaceketeers, en syftning till Alexandre Dumas äventyrsroman De tre musketörerna från 1844. Det namn som använts i flest länder i Europa är Sci-Bots, som användes i bland annat Grekland, Storbritannien och Västtyskland. Det spanskspråkiga namnet på serien är Galactico.

## Handling
Året är 2072, och prinsessan Aurora får i uppdrag av Dr. Kitty att åka till planeten Great King och återställa galaxenergin genom att inta tronen som den nya prinsessan. Galaxenergin har försvagats eftersom den nuvarande drottningen har börjat bli gammal och svag. Denna information återfinns inte i något av de svenskdubbade avsnitten, även om detta nämns i det japanska originalavsnittet 1.
Tillsammans med de tre cyborgkrigarna Jan Cogo, Don Haka och Sir Djorgo möter de på sin färd en mängd monster och andra muterade varelser som en gång varit goda varelser men nu förvridits till monster då den galaktiska energin försvagats.

## Hemvideoutgivningar
I Sverige gavs de 24 avsnitten ut först på VHS mellan 1983 och 1987. Åren 2003–2004 återugavs serien på DVD i sex volymer med fyra avsnitt på varje volym.

## Karaktärer

### Prinsessan Aurora
Prinsessan Aurora kommer från Månen och har fått i uppgift av Dr. Kitty att återställa universums galaxenergi som blivit försvagad. Namnet är identiskt med den romerska morgonrodnadens gudinna.

### Dr. Kitty
Dr. Kitty är den mest meriterade forskaren på planeten Jorden. Hon ger i uppdrag åt prinsessan Aurora att bege sig ut på äventyr för att återställa galaxenergin. Från sitt laboratorium har hon ständig uppsikt på hur resan med rymdfarkosten Queen Cosmos går. Ofta kan hon bistå de fyra äventyrarna med hjälp och råd. Hon kan mer än de flesta och har en mer betydande roll i detta epos än vad många kanske kunnat ana.

### Professor Dodge
Dodge är Dr. Kittys medarbetare och har även han en mer avgörande roll i eposet än vad som synes från början. Han bistår Kitty under Queen Kosmos färd i rymden och har ett lite speciellt förhållande till Cogo, som gärna kallar honom "Dodde".

### Sir Djorgo
Sir Djorgo reser tillsammans med prinsessan Aurora på hennes resa att återställa galaxenergin i universum. Sir Djorgo är den smartaste och mest taktiska av hjältarna. Han kommer från en planet som ursprungligen främst bestod mest av vatten. Sir Djorgo har ett harpunliknande gevär, som kan avlossa antingen laser- eller isstrålar, som kan frysa fiender eller saker till is utan att skada dem, till Auroras gillande. Han kan också skjuta raketer från sina axlar. Sir Djorgo har en minidator (som ser ut som en miniräknare) som han använder när han själv inte vet vad han ska göra, vilket kan vara allt från kortspel till strider. Med sitt förflutna i åtanke så är Sir Djorgo bäst på strid i vatten, bland annat har han simfötter till skor. Starcopper heter Sir Djorgos rymdfarkost och är specialiserat på att färdas genom vatten och är utrustad med periskop. Precis som en revolvertrumma roterar farkostens nos efter varje skott som avlossas.

### Don Haka
Don Haka är en cyborg från Lerplaneten, där folket lever i underjorden, vilket gör att Haka blivit specialiserad på krigföring under mark, Hans farkost Starbord är designad för att också kunna användas under mark, och är utrustad med borr och däck. Handeldvapen har han inget, och använder i stället Hakakedjan, som också kan bli en klubba, samt en sköld som finns placerad på hans mage, på vilken han också kan "ringa" sin farkost för att hämta honom. I fötterna, framme vid tårna finns en lucka som kan öppnas, och innanför finns små raketer. Don Haka är matgladast av de tre följeslagarna till prinsessan Aurora, och har svårigheter att få plats i Starbood.

### Jan Cogo
Jan Cogo, uppfostrad på Jorden av professor Dodge. Eftersom hans temperament var alldeles för hetsigt låstes han in på Månen där prinsessan Aurora en dag kom och räddade honom. Som vapen använder han det så kallade astrospjutet eller Astrolansen. Vapnet är mångskiftande, dels har han en försteningsstråle, dels en astroåska, samt en järnskärare som kan skära genom de flesta material. Runt midjan har han ett bälte, och när han trycker på det delas han i två personer, hans riktiga jag samt en kopia, hans andra jag. Dockan kan inte tala och är inte alls lika snabb som han själv, ej heller kan den använda vapen. Senare i serien har han förmågan att bli väldigt liten, han kan också bli väldigt stor, dessutom har han förmåga till "ultraseparation", vilket delar honom i tre personer, där alla har kraft att skada. Cogos farkost, Starcrow, är den snabbaste av de tre och när det färdas i ”Crowbältet” kan den flyga i en komets hastighet. Den är utrustad med två kanoner längs sidorna som skjuter en lila-rosa laser. Farkosten följer Cogo lojalt och kommer till honom då han kallar på det.

## Röster

### Svenska rösterna
- Cogo - Tomas Bolme
- Aurora - Elisabeth Nordkvist Bolme
- Djorgo - Bert-Åke Varg
- Haka - Åke Lindström
- Dr.Kitty - Mia Benson
- Professor Dodge - Stig Engström
- ? - Stig Engström
- ? - Robert Sjöblom
- ? - Anita Wall
- ? - Benny Haag

### Japanska rösterna
- Cogo - Hiroya Ishimaru (石丸博也)
- Hakka - Kousei Tomita (富田耕生)
- Jogo - Kei Tomiyama (富山敬)
- Aurora - Kazuko Sugiyama (杉山佳寿子)
- Kitty - Eiko Masuyama (増山江威子)
- Dodge - Jouji Yanami (八奈見乗児)

## Avsnitt

### Svenska avsnitt
1. Kristallmonstret
2. Rymdapacherna
3. Tantar
4. Bang Bang molnet
5. Monsterdalen del 1
6. Monsterdalen del 2
7. Djävulsfåglen
8. Solzonen
9. Jing-Jing mannen del 1
10. Jing-Jing mannen del 2
11. Jing-Jing mannen del 3
12. Rafrigernas slav
13. Fjärilslarven
14. Monsterfisken
15. Kapten Momper
16. Mutantblommorna
17. Den gröna planeten
18. De övergivna flickorna del 1
19. De övergivna flickorna del 2
20. Pompom
21. Prinsen av Spareta
22. Solblå
23. Satan Golga del 1
24. Satan Golga del 2

### Alla avsnitt
1. 飛べ！オーロラ姫
2. 宇宙で一番の暴れん坊
3. おれも男だ！姫のため
4. 夢を求める冒険野郎！
5. 胸に輝け！友情の星 (svenska avsnittet 1)
6. 強い味方のアストロ棒！ (svenska avsnittet 2)
7. 男ハッカの大活躍！ (svenska avsnittet 3)
8. 悪夢のバリバリゾーン (svenska avsnittet 4)
9. まぼろしの星は消えた (svenska avsnittet 5)
10. 希望という名の星 (svenska avsnittet 6)
11. 地球へ急げ！スタークロー (svenska avsnittet 7)
12. 死ぬなよ！オーロラ姫 (svenska avsnittet 8)
13. 青星・黄星・なみだ星 (svenska avsnittet 9)
14. 要塞惑星ギンギラ！ (svenska avsnittet 10)
15. ブラックホール危機一髪!! (svenska avsnittet 11)
16. 宇宙に散った花一輪 (svenska avsnittet 12)
17. 碧い海に黒い影 (svenska avsnittet 13)
18. 波もハートもあったかい (svenska avsnittet 14)
19. さらば！ジョーゴよ (svenska avsnittet 15)
20. 小さな星にも太陽が！ (svenska avsnittet 16)
21. 敬礼！泥んこの英雄 (svenska avsnittet 17)
22. 涙よ！流れ星となれ (svenska avsnittet 18)
23. 愛よ！銀河の彼方まで (svenska avsnittet 19)
24. ウソつき星人は誰だ？ (svenska avsnittet 20)
25. 甦ったギンギンマン
26. 大勝負！憎むべき敵
27. 出撃！キンキンマン軍団
28. 突進！クィーン・コスモス号
29. 大爆発！ゴルスター
30. 地獄星を脱出せよ！
31. レンファ星基地の反乱！
32. わが子よ！モンスターの愛
33. 出現！宇宙の魔王
34. 呪われたガラスの星
35. 狂暴モンスターのこころ
36. 星をなくしたあいつ！
37. 宇宙の美しき狼
38. 故郷の星に吠えろ！
39. 美しき雪は永遠に
40. マグマの星に消えた姫！
41. 大追跡！姫を救出せよ
42. 黒い栄光に散った男
43. 愛をこめて姫を撃て！
44. 赤い砂漠の誓い
45. 戦場に響く子守歌
46. 悲しき外人部隊
47. 対決！サイボーグ戦士
48. キング・ギューマの出撃！
49. クィーン・ラセツの陰謀
50. 魔王軍団最後の日
51. 戦え！愛の戦士たち
52. 地獄から帰って来た男
53. 奇襲！黒い太陽
54. 絶体絶命！オーロラ姫
55. ギララ星宇宙の決戦！
56. 激闘！クーゴ対ガイマ
57. 幽霊モンスターの正体！
58. 幻の女王エドラ
59. 古代遊星の謎
60. 来るか！地球最後の日
61. 発進！キティ研究所
62. 海底惑星アテランテス
63. 宇宙の嵐を越えて！
64. 飛べ！大王星めざして
65. 大変身！ジャン・クーゴ
66. 妖怪！闘えオーロラ姫
67. 無残！涙の奴隷星
68. 許せない小悪魔
69. 愛の星は悲しみの星
70. クーゴ対偽クーゴ (svenska avsnittet 21)
71. 光れ！苦しみの涙 (svenska avsnittet 22)
72. 大決戦！魔王ゴルガ 1 (svenska avsnittet 23)
73. 大決戦！魔王ゴルガ 2 (svenska avsnittet 24)

#### Italienska
1. Viaggio verso il grande pianeta
2. La principessa dello spazio
3. Il pianeta di fango
4. L'avventura e il sogno
5. L'amicizia è l'arma più forte (svenska avsnittet 1)
6. Il giavellotto astrale (svenska avsnittet 2)
7. La prodezza di Hakka (svenska avsnittet 3)
8. L'incubo dell'energia (svenska avsnittet 4)
9. La stella scomparsa (svenska avsnittet 5)
10. Il simbolo della scomparsa (svenska avsnittet 6)
11. Il dottor Mud (svenska avsnittet 7)
12. Non morire, principessa (svenska avsnittet 8)
13. Il pianeta diviso (svenska avsnittet 9)
14. Il pianeta fortezza (svenska avsnittet 10)
15. Il punto nero (svenska avsnittet 11)
16. Un fiore morente (svenska avsnittet 12)
17. Un'ombra nel mare (svenska avsnittet 13)
18. Onda di calore (svenska avsnittet 14)
19. Arrivederci, capitano! (svenska avsnittet 15)
20. L'indomito Mart (svenska avsnittet 16)
21. L'eroe del sottosuolo (svenska avsnittet 17)
22. I mostri scomparsi (svenska avsnittet 18)
23. Visione telepatica (svenska avsnittet 19)
24. Uno dei due mente (svenska avsnittet 20)
25. l pianeta splendente (il ritorno di ghinghin)
26. Una tremenda battaglia
27. Kin Kin attacca di nuovo
28. Morte alla regina del cosmo
29. La fortezza Goldstar
30. I tre fratelli
31. Rivolta a Lephan
32. L'amore del mostro
33. Satana nello spazio
34. Il Maledetto pineto di vetro
35. Il cuore del mostro
36. Senza pianeta
37. Il lupo solitario dello spazio
38. I cani robot
39. La neve eterna
40. La principessa dispersa sul pianeta Magma
41. La grande ricerca per salvare la principessa
42. Una donna dal passato oscuro
43. Uccidete la principessa, con amore!
44. Un giuramento nel deserto rosso
45. Ninna nanna in un campo di battaglia
46. I soldati della regione straniera
47. Domani sarà il giorno
48. L'attacco di re Ghyuma
49. Il complotto della regina Lacet
50. L'ultimo giorno delle fortezze del male
51. Forza, soldati dell'amore!
52. L'ultimo giorno delle forze del male
53. Attacco improvviso (sole nero)
54. La principessa Aurora nelle mani del diavolo
55. La battaglia del pianeta Girara
56. Fine di un malvagio
57. L'aspetto primitivo dei mostri
58. Edora, la regina fantasma
59. L'enigma dell'antico pianeta
60. La terra distrutta
61. Sole, torna a risplendere
62. Il pianeta Atlates
63. Oltre la tempesta
64. Il mostro di luce
65. I nuovi circuiti di Coog
66. Il rapimento della principessa
67. Il pianeta degli schiavi
68. Il piccolo demonio
69. Il quinto pianeta
70. Il falso Coog (svenska avsnittet 21)
71. Lacrime di dolore (svenska avsnittet 22)
72. Lo scontro finale (svenska avsnittet 23)
73. Addio, principessa (svenska avsnittet 24)

### Fotnoter
1. ↑  ”Starzinger”. TV-serier. Arkiverad från originalet den 16 januari 2017. https://web.archive.org/web/20170116193703/http://www.tv-serier.nu/1624/starzinger. Läst 15 januari 2017.
2. ↑  Daniel Hofverberg. ”Starzinger”. Dubbningshemsidan. http://www.dubbningshemsidan.se/credits/starzinger/. Läst 10 juli 2016.
3. ↑  Starzinger. Del 1 på Svensk mediedatabas
4. ↑  Starzinger. Del 2 på Svensk mediedatabas
5. ↑  Starzinger. Del 3 på Svensk mediedatabas
6. ↑  Starzinger. Del 4 på Svensk mediedatabas
7. ↑  Starzinger. Del 5 på Svensk mediedatabas
8. ↑  Starzinger. Del 6 på Svensk mediedatabas
9. ↑  ”Jan Cogo”. Starzinger Club. https://starzingerclub.com/starzinger/jan-cogo/. Läst 2 september 2018.